# Tracy Hickman
Pour les articles homonymes, voir Hickman.
Œuvres principales
- Lancedragon
- Les Portes de la mort

Tracy Hickman, né le 26 novembre 1955 à Salt Lake City dans l'Utah, est un auteur de fantasy américain.

## Biographie
Tracy Raye Hickman est né à Salt Lake City, Utah, États-Unis, le 26 novembre 1955. Il est membre de l'Église de Jésus-Christ des saints des derniers jours (c'est-à-dire qu'il est mormon). Il s'est marié avec Laura Curtis en 1977 ; ils ont quatre enfants.
Tracy et Laura ont publié des jeux ensemble depuis plus de vingt-cinq ans, y compris pour Donjons et Dragons. Ils ont publié leur premier roman en commun, Mystic Warrior, en 2004.
C'était loin d'être la première expérience de coécriture de Tracy Hickman : en effet, il a écrit plus d'une douzaine de romans avec Margaret Weis, y compris les séries de l'Épée noire, de la Rose du prophète et le cycle Les Portes de la mort. Il est surtout connu pour sa participation à la série de la Lancedragon lorsqu'il travaillait pour TSR.

## Œuvres

### Univers deLancedragon

#### Les Chroniques de Lancedragon
Coécrit avec Margaret Weis
- Dragons d'un crépuscule d'automne
- Dragons d'une nuit d'hiver
- Dragons d'une aube de printemps

#### Les Légendes de Lancedragon
Coécrit avec Margaret Weis
- Le Temps des jumeaux
- La Guerre des jumeaux
- L'Épreuve des jumeaux

#### Romans intermédiaires deLancedragon
Coécrit avec Margaret Weis
- Deuxième génération
- Dragons d'une flamme d'été

#### La Guerre des âmes
Coécrit avec Margaret Weis
- Dragons d'un coucher de soleil
- Dragons d'une étoile perdue
- Dragons d'une lune disparue

#### Chroniques perdues
Coécrit avec Margaret Weis
- Dragons des profondeurs
- Dragons des cieux
- Le Mage aux sabliers

### L'Épée noire
Coécrit avec Margaret Weis
- La Naissance de l'épée noire
- La Malédiction de l'épée noire
- Le Triomphe de l'épée noire
- La Renaissance de l'épée

### La Rose du prophète
Coécrit avec Margaret Weis
- Le Désir du dieu errant
- Le Paladin de la nuit
- Le Prophète d'Akhran

### Les Portes de la mort
Coécrit avec Margaret Weis
1. L'Aile du dragon, Pocket, coll Science-fiction, 1992 ((en) Dragon Wing, 1990)
2. L'Étoile des Elfes, Pocket, coll Science-fiction, 1992 ((en) Elven Star, 1990)
3. La Mer de feu, Pocket, coll Science-fiction, 1993 ((en) Fire Sea, 1991)
4. Le Serpent mage, Pocket, coll Science-fiction, 1993 ((en) Serpent Mage, 1992)
5. La Main du chaos, Pocket, coll Science-fiction, 1995 ((en) The Hand of Chaos, 1993)
6. Voyage au fond du labyrinthe, Pocket, coll Science-fiction, 1995 ((en) Into the Labyrinth, 1993)
7. La Septième Porte, Pocket, coll Science-fiction, 1996 ((en) The Seventh Gate, 1994)

### Le Bouclier des étoiles
Coécrit avec Margaret Weis, série inachevée
- Sentinelles
- L'Épée de la nuit

### La Pierre souveraine
Coécrit avec Margaret Weis
- Le Puits ténébreux
- Les Gardiens de la pierre
- Journey into the Void (titre non paru en France)

### Songs of the Stellar Winds
Coécrit avec Margaret Weis, série inachevée
- Requiem of the Stars

### Cantiques du Bronze
Coécrit avec son épouse Laura Hickman
- Le Guerrier mystique
- La Quête mystique
- L'Empire mystique

### Starcraft
- Retour à Bountiful

### Autres romans
- The Immortals
- Wayne of Gotham - Secrets de famille, Panini, coll. Éclipse, 2014 ((en) Wayne of Gotham, 2012)